# Окопский сельский совет (Лубенский район)
Окопский сельский совет (укр. Окіпська сільська рада) — входит в состав
Лубенского района
Полтавской области
Украины.
Административный центр сельского совета находится в 
с. Окоп.

## Населённые пункты совета
- с. Окоп
- с. Селюков